# Saintpaulia teitensis
Saintpaulia teitensis är en tvåhjärtbladig växtart som beskrevs av Brian Laurence Burtt. Saintpaulia teitensis ingår i släktet Saintpaulia och familjen Gesneriaceae. Inga underarter finns listade i Catalogue of Life.

## Bildgalleri

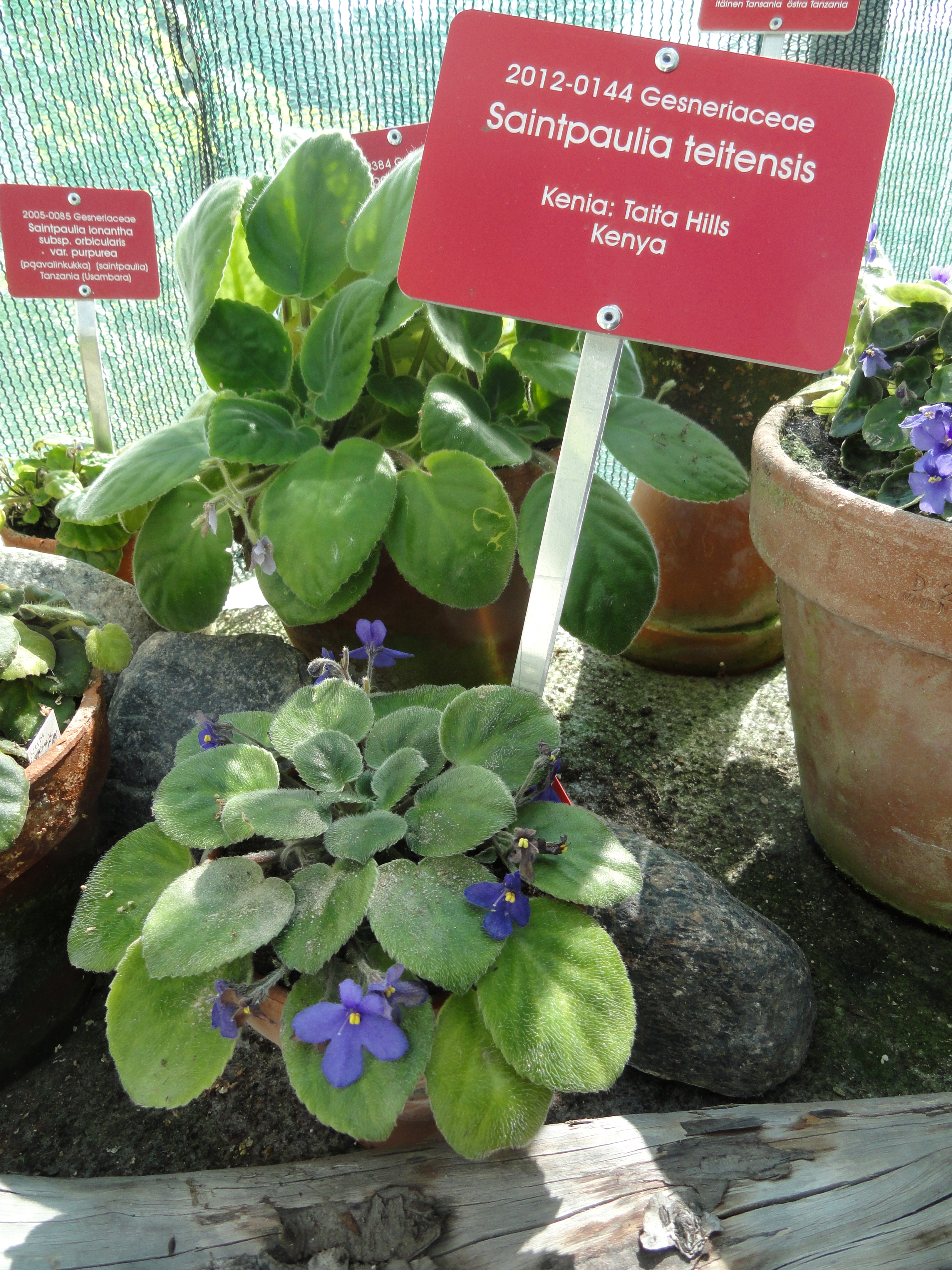